# کالاو (ویرجینیا)
کالاو (به انگلیسی: Callao) یک منطقهٔ مسکونی در ایالات متحده آمریکا است که در شهرستان نورث‌آمبرلند، ویرجینیا واقع شده‌است.